# BMW F650 CS
La BMW F650 CS è una motocicletta prodotta dalla casa motociclistica tedesca BMW dal 2001 al 2005.

## Descrizione
La sigla CS era un acronimo che stava ad indicare la dicitura città/strada. La CS era la terza generazione della famiglia F650, dopo la F650 del 1993 e la F650GS del 2000.
La F650 CS era stata progettata da David Robb, vice presidente della divisione BMW Motorrad Design dal 1993 al 2012, e già progettista della R1100RT, K1200RS, R1200C, R1100S e K1200LT. Presentata il 24 novembre 2001, la moto era nata dalla partnership tra BMW e Aprilia.
Il motore monocilindrico Rotax da 652 cm³ a quattro tempi raffreddato ad acqua, cin distribuzione bialbero a 4 valvole da 
50 CV (37 kW) erogati a 6800 giri/min.
L'impianto frenante era composto da freno a disco singolo sia all'anteriore che al posteriore, prodotti dalla Brembo.